# Communauté de communes du Pays chablisien
La communauté de communes du Pays chablisien est une ancienne communauté de communes française, située dans le département de l'Yonne en région Bourgogne-Franche-Comté.

## Historique
Cette communauté de communes est créée le 1er janvier 2014 par fusion des communautés de communes du Chablisien (13 communes) et de la vallée du Serein (10 communes), auxquelles s'ajoutent les communes de Béru (qui sort de la communauté de communes du Tonnerrois) et de Carisey (qui sort de la communauté de communes d'Othe-en-Armançon).
Elle est dissoute le 31 décembre 2016 pour former la communauté de communes Chablis, Villages et Terroirs par fusion avec la communauté de communes entre Cure et Yonne.

## Composition
Cet ÉPCI était composé des communes suivantes :
| Nom                      | Code Insee | Gentilé       | Superficie (km2) | Population (dernière pop. légale) | Densité (hab./km2) |
| ------------------------ | ---------- | ------------- | ---------------- | --------------------------------- | ------------------ |
| Chablis (siège)          | 89068      | Chablisiens   | 38,83            | 2 291 (2014)                      | 59                 |
| Aigremont                | 89002      |               | 6,82             | 76 (2014)                         | 11                 |
| Beine                    | 89034      | Beinois       | 21,57            | 539 (2014)                        | 25                 |
| Béru                     | 89039      |               | 5,17             | 78 (2014)                         | 15                 |
| Carisey                  | 89062      | Cariséens     | 11,29            | 368 (2014)                        | 33                 |
| La Chapelle-Vaupelteigne | 89081      |               | 5,04             | 92 (2014)                         | 18                 |
| Chemilly-sur-Serein      | 89095      | Chemilliens   | 13,00            | 156 (2014)                        | 12                 |
| Chichée                  | 89104      | Chichéens     | 18,78            | 333 (2014)                        | 18                 |
| Courgis                  | 89123      | Courgisiens   | 10,04            | 265 (2014)                        | 26                 |
| Fleys                    | 89168      |               | 8,17             | 184 (2014)                        | 23                 |
| Fontenay-près-Chablis    | 89175      | Fontaniens    | 5,05             | 140 (2014)                        | 28                 |
| Lichères-près-Aigremont  | 89224      |               | 16,37            | 164 (2014)                        | 10                 |
| Lignorelles              | 89226      | Lignorellois  | 11,55            | 185 (2014)                        | 16                 |
| Ligny-le-Châtel          | 89227      | Linéens       | 27,48            | 1 306 (2014)                      | 48                 |
| Maligny                  | 89242      | Malinéens     | 22,28            | 796 (2014)                        | 36                 |
| Méré                     | 89250      | Méréens       | 11,86            | 176 (2014)                        | 15                 |
| Nitry                    | 89277      | Nitriats      | 34,70            | 368 (2014)                        | 11                 |
| Préhy                    | 89315      |               | 14,00            | 148 (2014)                        | 11                 |
| Pontigny                 | 89307      | Pontignatiens | 11,92            | 749 (2014)                        | 63                 |
| Poilly-sur-Serein        | 89303      | Poillysiens   | 21,28            | 285 (2014)                        | 13                 |
| Rouvray                  | 89328      | Rouvraysiens  | 7,59             | 412 (2014)                        | 54                 |
| Saint-Cyr-les-Colons     | 89341      | Saint-cyriens | 34,77            | 444 (2014)                        | 13                 |
| Varennes                 | 89430      | Varennois     | 10,06            | 311 (2014)                        | 31                 |
| Venouse                  | 89437      | Venousiens    | 7,91             | 308 (2014)                        | 39                 |
| Villy                    | 89477      | Villiacois    | 5,84             | 103 (2014)                        | 18                 |

## Administration
Le siège de la communauté de communes est situé à Chablis.

### Conseil communautaire
L'intercommunalité est gérée par un conseil communautaire composé de 41 délégués issus de chacune des communes membres et élus pour une durée de six ans, coïncidant ainsi avec les échéances des scrutins municipaux.
Les délégués sont répartis comme suit :
| Nombre de délégués | Communes |
| ------------------ | --- |
| 9                  | Chablis |
| 5                  | Ligny-le-Châtel |
| 3                  | Maligny |
| 2                  | Beine, Pontigny |
| 1                  | Aigremont, Béru, Carisey, La Chapelle-Vaupelteigne, Chemilly-sur-Serein, Chichée, Courgis, Fleys, Fontenay-près-Chablis, Lichères-près-Aigremont, Lignorelles, Méré, Nitry, Préhy, Poilly-sur-Serein, Rouvray, Saint-Cyr-les-Colons, Varennes, Venouse, Villy |

Lors des trois mois séparant la création de la communauté de communes des élections municipales de 2014, la transition est assurée par les délégués communautaires des anciennes communautés de communes.

### Présidence
Le conseil communautaire élit un président pour une durée de six ans. La présidence, pendant la période entre la création de l'intercommunalité et la désignation des nouveaux délégués communautaires, est assurée par Patrick Gendraud, ancien président de la communauté de communes du Chablisien, qui est la plus importante des anciennes communautés de communes en nombre d'habitants. Lors de la première élection, le 17 avril 2014, il est conforté dans son rôle de président de la communauté de communes.
| Période                                  | Période       | Identité         | Étiquette | Qualité                                                    |
| ---------------------------------------- | ------------- | ---------------- | --------- | ---------------------------------------------------------- |
| Les données manquantes sont à compléter. |               |                  |           |                                                            |
| Janvier 2014                             | décembre 2016 | Patrick Gendraud | UDI       | Maire de Chablis. Conseiller général du canton de Chablis. |

## Compétences
Les communes membres cèdent à l'intercommunalité certaines de leurs compétences. On distingue les compétences obligatoires et les compétences optionnelles.

### Compétences obligatoires
La communauté de communes est chargée de l'aménagement de l'espace communautaire. Cela couvre depuis l'élaboration des documents d'urbanisme jusqu'à l'équipement de ces territoires en moyens de communication.
Elle gère également le développement économique (gestion de ZA et ZAC, existantes ou non) et touristique du territoire communautaire.

### Compétences optionnelles
Les communes cèdent également à l'ÉPCI la politique du logement, la gestion de la voirie (création, entretien, aménagement), de l'environnement (gestion des déchets, de l'eau) et des équipements sociaux culturels (construction d'équipements, gestion d'une bibliothèque, d'une école de musique, animations culturelles).

### Autres compétences
L'intercommunalité, enfin, finance les services d'incendie, gère le matériel et l'achat de matériel comme intermédiaire des communes, prend en charge la gestion et la modernisation d'une fourrière animale, et met en œuvre des actions en faveur de la santé.